# Powiat Tsuiki
Powiat Tsuiki (jap. 築城郡 Tsuiki-gun) – dawny powiat w Japonii, w prefekturze Fukuoka.

## Historia

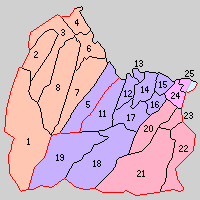
Powiat Tsuiki (1–8 – 1889 r.)

W pierwszym roku okresu Meiji na terenie powiatu znajdowało się 45 wiosek.
Powiat został założony 1 listopada 1878 roku. 1 kwietnia 1889 roku powiat został podzielony na 8 wiosek: 上城井村, Shimokii, Tsuiki, 八津田村, Suda, Shiida, Nishisuda (西角田村), Katsuragi.
1 kwietnia 1896 roku powiat Tsuiki został włączony w teren nowo powstałego powiatu Chikujō. W wyniku tego połączenia powiat został rozwiązany.